# Matinera de capell rogenc
La matinera de capell rogenc (Malacopteron magnum) és un ocell de la família dels pel·lorneids (Pellorneidae).

## Hàbitat i distribució
Habita boscos, clars i vegetació secundària de les terres baixes de la Península malaia, Sumatra, Borneo i illes Natuna septentrionals.